# Carlo Fabiano
Carlo Fabiano (Cosenza, 27 aprile 1989) è un attore e regista italiano.

## Biografia
Laureato presso la facoltà di Lettere nel corso di laurea DAMS, all'Università Roma Tre
Ha esordito nel cinema come co-protagonista nel film La vita è una cosa meravigliosa, dove interpreta il ruolo del figlio del personaggio interpretato da Gigi Proietti.
Ha lavorato come attore anche in teatro e in tv, ed è stato protagonista su Rai Scuola nel format "Latino Vs Greco" e "MoneyMan" scritti da Daniela Delfini.

## Teatro

### Attore
- Mojo, di Jez Butterworth. Regia di Pietro Bontempo. Teatro Cometa off Roma (2009)
- NUTS, Ep. 1, 2, 3, 4, 5, 6, 7 e 8.  Di Teresa Pascarelli. Teatro Sistina di Roma (2009 - 2014)
- Un matrimonio impossibile, da Carlo Goldoni. Fontanonestate di Roma e tournée in Calabria (2010)
- Coppia ad orologeria, da Campanile, Graziani, Cechov. Regia di Carlo Fabiano (2013)
- La mandragola, di Nicolò Macchiavelli. Traduzione e regia di Carlo Fabiano. Fontanonestate a Roma e tournée in Calabria (2013)
- Decamerone, di Augusto Zucchi, da Giovanni Boccaccio. Regia di Giulia Greco. Teatro Ambra alla Garbatella di Roma e Teatro a Gioia del Colle (2013)
- L'isola madre, scritto e diretto da Ciro Scalera. Fontanonestate di Roma (2014)
- Paese fantasma, da Ciccio De Marco, teatro Rendano di Cosenza (2015)

### Regista
- Le smanie per la villeggiatura, di Carlo Goldoni (2006)
- Gl'innamorati, di Carlo Goldoni (2007)
- Le avventure di Olivier di Guascogna, di Riccardo Savini (2008)
- Mare nero, da Alessandro Baricco (2010)
- Un matrimonio impossibile, da Carlo Goldoni (2010)
- La lettera, di Matteo Menduni (2011)
- Coppia ad orologeria, di Campanile, Graziani e Cechov (2013)
- La mandragola, di Nicolò Machiavelli (2013)
- Paese fantasma, da Ciccio De Marco (2015)

## Filmografia

### Attore

#### Lungometraggi
- La vita è una cosa meravigliosa, regia di Carlo Vanzina (2010)
- Ci vediamo domani, regia di Andrea Zaccariello (2012)
- La moglie del sarto, regia di Massimo Scaglione (2012)
- Una nobile causa, regia di Emilio Briguglio (2016)

#### Cortometraggi
- Exodus, regia di Edoardo Maria Ercolessi (2011)
- Michael Pills, regia di Francesco M. Arduini (2011)
- MonoChromacy, regia di Gianluca Granocchia (2011)
- Chi è mia madre, regia di Franco Barca (2011)
- Dog, regia di Gianluca Granocchia (2012)
- Rubik, realizzato dalla Fonderia delle Arti di Roma (2012)

#### Televisione
- In Italia, regia di Giancarlo Ronchi - serie TV, stagione 4 (2011)
- Piacere... Piero, regia di Enzo Carone (2011)
- Un medico in famiglia, regia di Elisabetta Marchetti - serie TV, stagione 7, puntata 7 (2011)
- Nuts - 4 matti in affitto, regia di Teresa Pascarelli - serie TV (2012)
- Gli anni spezzati, capitolo L'ingegnere, regia di Graziano Diana - serie TV (2014)
- MoneyMan, regia di David Emmer (2014)
- Il restauratore, regia di Enrico Oldoini - serie TV (2014)
- Provaci ancora prof! - serie TV (2015)
- Lampedusa, regia di Marco Pontecorvo - serie TV (2016)
- Latino Vs Greco, regia di David Emmer - serie TV (2021)

#### Web
- Vicini, regia di Fabio Mollo, puntate 4 e 5 (2012)
- Trombamici, regia di Riccardo Riande, puntata 1x08 (2013)
- Registi senza gloria, regia di Davide Borgobello e Marco Pecchinino (2013)
- Hero's Graffiti, regia di Giualiano Molle (2013)
- The Swindle, regia di Giulio Neglia (2013)
- Youtuber$, regia Daniele Barbiero, episodio 8 (2013)

## Premi e riconoscimenti
- Ciak di Calabria, 5º Festival Internazionale del Cortometraggio di Mendicino - Premio MareFestival Salina 2014